# مصطفى بيكتيميك
مصطفى بيكتيميك (بالتركية: Mustafa Pektemek) هو لاعب كرة قدم تركي في مركز الهجوم ولد في يوم 11 أغسطس 1987 في بلدة أكيازي في تركيا، يلعب حالياً مع نادي بشكتاش وسبق له اللعب مع نادي غنتشليربيرليغي ونادي ساريير وسكارياسبور، كما لعب مع منتخب تركيا لكرة القدم ويبلغ طوله 182 سم.

## روابط خارجية
- مصطفى بيكتيميك على موقع الاتحاد الدولي (مؤرشف)  (الإنجليزية)
- مصطفى بيكتيميك على موقع الاتحاد الأوربي (الإنجليزية)
- مصطفى بيكتيميك على موقع اتحاد تركيا (لاعب) (الإنجليزية)
- مصطفى بيكتيميك على موقع قاعدة بيانات كرة القدم.إي يو (الإنجليزية)
- مصطفى بيكتيميك على موقع ناشيونال فوتبول تيمز (الإنجليزية)
- مصطفى بيكتيميك على موقع Soccerway.com (الإنجليزية)
- مصطفى بيكتيميك على موقع عالم كرة القدم.نت (الإنجليزية)
- مصطفى بيكتيميك على موقع AS.com (الإسبانية)

الاعب التركي مصطفي Pektemek